# 中共中央上海局机关旧址
31°13′15″N 121°25′38″E / 31.22085°N 121.42732°E
中共中央上海局机关旧址，是中国上海的一处遗址纪念地,位于长宁区江苏路街道江苏路389弄21号（原永乐村21号）。

## 沿革
永乐村21号位于弄堂底，是一幢假四层楼房，建造于1930年代中期。1947—1949年，第二次国共内战期间，中共中央上海局成立，管辖范围包括长江流域，主要策划“反饥饿、反内战”学生运动，秘密机关设于此处，在此举行会议。张执一、方行两家都住在这里。

## 保护
1992年6月，中共中央上海局机关旧址被列为上海市文物保护单位。